# 421号美国国道
421号美国国道是21号美国国道的支線，全長1514公里，其走向斜向西北-东南，横跨北卡罗来纳州、田纳西州、弗吉尼亚州、肯塔基州和印第安纳州。这条公路从北卡罗来纳州的费舍尔堡延伸至印第安纳州密歇根城的20 号美国国道，全长 941 英里 (1,514 公里) 。421 号美国国道沿途服务多个城市，包括北卡罗来纳州的威尔明顿、北卡罗来纳州的格林斯伯勒、田纳西州和弗吉尼亚州的布里斯托尔、肯塔基州的列克星敦和印第安纳州的印第安纳波利斯。421号美国国道是21号美国国道的一条支线，与 21 号美国国道在北卡罗来纳州的亚德金维尔以西交汇。

## 州份
- 北卡羅來納
- 維吉尼亞
- 印第安納州
- 肯塔基
- 田納西